# Herbert Eldemire
Herbert Eldemire (* 16. Oktober 1930; † 20. Mai 2010 in Montego Bay, St. James) war ein jamaikanischer Politiker (JLP). Er war von 1962 bis 1972 Gesundheitsminister (Minister of Health) Jamaikas. 

## Leben
Eldemire war beruflich als Arzt tätig und führte über 40 Jahre lang eine Praxis in Montego Bay.
Er war von 1962 bis 1972 jamaikanischer Gesundheitsminister. Eldemire leistete unmittelbar nach der Unabhängigkeit des Landes Pionierarbeit bei der Entwicklung des Gesundheitssystems. Als einer der bedeutendsten Fortschritte während seiner Amtszeit gilt die Einführung des Nationalen Familienplanungsprogramms. Auch für den Aufbau medizinischer Infrastruktur, wie beispielsweise des Cornwall Regionalkrankenhauses und der School of Nursing, setzte er sich ein.
Von 1967 bis 1972 war er zudem geschäftsführender Vorsitzender (Chairman) der Jamaica Labour Party. 1976 wurde Eldemire ein drittes Mal ins Repräsentantenhaus gewählt und gehörte dem Parlament als Mitglied der Opposition noch einmal bis 1980 an.
Eldemire war verheiratet und Vater von vier Kindern. Seine Tochter Denise Eldemire-Shearer war mit Hugh Shearer verheiratet, der von 1967 bis 1972 Premierminister war.